# ブロッコリーブックス
ブロッコリーブックス（Broccoli Books）は、日本の企業・ブロッコリーのアメリカ合衆国現地法人・Broccoli Intl. USA, Inc.（カリフォルニア州ロサンゼルス）の出版レーベル。
日本でブロッコリーが編集している『コミデジ+』（フレックスコミックス発行・ソフトバンククリエイティブ発売）掲載作品の他、かつてタカラ傘下で同グループであったジャイブ・CR COMICSの作品やスクウェア・エニックスの漫画作品を英語に翻訳し、北アメリカ市場で出版。
2007年にはボーイズラブ専門レーベル「Boysenberry Books」を立ち上げている。